# Aleksiej Wołkow (hokeista)
Aleksiej Władimirowicz Wołkow, ros. Алексей Владимирович Волков (ur. 15 marca 1980 w Swierdłowsku) – rosyjski hokeista, reprezentant Rosji, działacz i trener hokejowy.
Jego brat Igor (ur. 1983) także został hokeistą.

## Kariera zawodnicza
- Dinamo-Eniergija Jekaterynburg (1995-1996)
- Krylja Sowietow 2 Moskwa (1996-1998)
- Halifax Mooseheads (1998-2000)
- New Orleans Brass (2000-2001)
- Lowell Lock Monsters (2001)
- Saławat Jułajew Ufa (2001-2002)
- Dinamo Moskwa (2002-2004)
- Spartak Moskwa (2004-2005)
- HK MWD Bałaszycha (2005)
- THK Twer (2005)
- Witiaź Czechow (2005-2009)
- HK MWD Bałaszycha (2009-2010)
- Dinamo Moskwa (2010-2012)
  -  Dinamo Bałaszycha (2012)
- Atłant Mytiszczi (2013)
- Saławat Jułajew Ufa (2013-2014)
- HK Soczi (2014)
  -  Kubań Krasnodar (2014)

Wychowanek Dinamo-Eniergija Jekaterynburg. Od końca stycznia do 30 kwietnia 2013 roku zawodnik Atłanta Mytiszczi. Od maja 2013 ponownie w klubie Saławat Jułajew Ufa, związany rocznym kontraktem, który po roku nie został odnowiony. Od maja do grudnia 2014 zawodnik HK Soczi. W tej drużynie nie wystąpił, natomiast rozegrał jeden mecz w barwach Kubania Krasnodar, zespołu farmreskiego w lidze WHL. 

## Kariera działacza
Po zakończeniu kariery zawodniczej w czerwcu 2015 został asystentem menedżera generalnego w klubie Awtomobilist Jekaterynburg. Pozostawał na tym stanowisku w trzech sezonach do 2018, a w tym okresie w listopadzie 2016 jednocześnie wszedł do sztabu trenerskiego Władimira Krikunowa zespołu i pełnił tę funkcję w sezonie KHL (2016/2017). W sezonach 2018/2019 i 2019/2020 był szefującym skautem w CSKA Moskwa. Następnie, w kwietniu 2020 objął stanowisk menedżera generalnego w Awangardzie Omsk.

## Sukcesy
Reprezentacyjne
- Brązowy medal mistrzostw Europy juniorów do lat 18: 1998
- Złoty medal mistrzostw świata juniorów do lat 20: 1999
- Srebrny medal mistrzostw świata juniorów do lat 20: 2000

Klubowe
- Srebrny medal mistrzostw Rosji: 2010 z MWD Bałaszycha, 2014 z Saławatem Jułajew Ufa
- Złoty medal mistrzostw Rosji / KHL /  Puchar Gagarina: 2012 z Dinamem Moskwa

Indywidualne
- QMJHL 1998/1999:
  - Pierwsze miejsce w klasyfikacji skuteczności interwencji w sezonu zasadniczym: 91,6%
  - Skład gwiazd pierwszoroczniaków
  - Trophée Raymond Lagacé - nagroda dla najlepszego defensywnego pierwszoroczniaka sezonu